# Championnat d'Europe de badminton par équipes mixtes 2023
Navigation
Vantaa 2021 Bakou 2025
La 27e édition du championnat d'Europe de badminton par équipes mixtes (EMTC) se tient à Aire-sur-la-Lys en France du 14 au 18 février 2023.

## Équipes participantes
Huit équipes participent à cette compétition et sont réparties en deux groupes.
La France, le Danemark et l'Allemagne sont qualifiés d'office, respectivement en tant que pays organisateur, tenant du titre et meilleure équipe restante.
Les autres nations sont passées par des qualifications qui se sont déroulées du 15 au 18 décembre 2022 dans plusieurs villes d'Europe.
| Groupe | Lieu          | Équipe qualifiée | Équipes non qualifiées                       |
| ------ | ------------- | ---------------- | -------------------------------------------- |
| 1      | Milton Keynes | Angleterre       | Pologne Norvège Slovaquie                    |
| 2      | Haarlem       | Pays-Bas         | Estonie Israël Italie                        |
| 3      | Oberkirch     | Ukraine          | Espagne Suisse Islande Hongrie Groenland     |
| 4      | Glasgow       | Écosse           | Tchéquie Luxembourg Suède Irlande Portugal   |
| 5      | Sofia         | Bulgarie         | Belgique Slovénie Finlande Autriche Lituanie |

## Phase de groupe
- Les deux premiers de chaque groupe sont qualifiés pour les demi-finales.

| Équipe     | J | V | D | MP | MC | +/- | Points |
| ---------- | - | - | - | -- | -- | --- | ------ |
| Danemark   | 3 | 3 | 0 | 13 | 2  | +11 | 3      |
| Angleterre | 3 | 2 | 1 | 9  | 6  | +3  | 2      |
| Écosse     | 3 | 1 | 2 | 6  | 9  | -3  | 1      |
| Ukraine    | 3 | 0 | 3 | 2  | 13 | -11 | 0      |

| 14 février | Danemark   | 5 | 0 | Ukraine    |
| 14 février | Angleterre | 4 | 1 | Écosse     |
| 15 février | Danemark   | 4 | 1 | Écosse     |
| 15 février | Angleterre | 4 | 1 | Ukraine    |
| 16 février | Danemark   | 4 | 1 | Angleterre |
| 16 février | Écosse     | 4 | 1 | Ukraine    |

| Équipe    | J | V | D | MP | MC | +/- | Points |
| --------- | - | - | - | -- | -- | --- | ------ |
| France    | 3 | 3 | 0 | 13 | 2  | +11 | 3      |
| Allemagne | 3 | 2 | 1 | 7  | 8  | -1  | 2      |
| Pays-Bas  | 3 | 1 | 2 | 5  | 10 | -5  | 1      |
| Bulgarie  | 3 | 0 | 3 | 5  | 10 | -5  | 0      |

| 14 février | Allemagne | 3 | 2 | Bulgarie |
| 14 février | France    | 4 | 1 | Pays-Bas |
| 15 février | Allemagne | 4 | 1 | Pays-Bas |
| 15 février | France    | 4 | 1 | Bulgarie |
| 16 février | Allemagne | 0 | 5 | France   |
| 16 février | Pays-Bas  | 3 | 2 | Bulgarie |

## Phase à élimination directe

### Tableau
|  | Demi-finales | Demi-finales |          |   | Finale     | Finale     |
|  | Demi-finales | Demi-finales |          |   | Finale     | Finale     |
|  |              |              |          |   |            |            |
|  | 17 février   | 17 février   |          |   | 18 février | 18 février |
|  | 17 février   | 17 février   |          |   | 18 février | 18 février |
|  | Danemark     | 3            |          |   | 18 février | 18 février |
|  | Danemark     | 3            |          |   | 18 février | 18 février |
|  | Angleterre   | 0            |          |   | 18 février | 18 février |
|  | Angleterre   | 0            | Danemark | 3 |            |            |
|  | 17 février   |              | Danemark | 3 |            |            |
|  |              | France       | 2        |   |            |            |
|  | Allemagne    | France       | 2        | 1 |            |            |
|  | Allemagne    |              |          | 1 |            |            |
|  | France       | 3            |          |   |            |            |
|  | France       | 3            |          |   |            |            |

### Demi-finales
| 17 février | Danemark                               | 3-0 | Angleterre                  | Score         |
| ---------- | -------------------------------------- | --- | --------------------------- | ------------- |
| SD         | Line Christophersen                    | 1-0 | Freya Redfearn              | 21-5 / 21-15  |
| SH         | Viktor Axelsen                         | 1-0 | Johnnie Torjussen           | 21-12 / 21-8  |
| DD         | Maiken Fruergaard / Sara Thygesen      | 1-0 | Chloe Birch / Lauren Smith  | 21-18 / 21-15 |
| DH         | Kim Astrup / Frederik Søgaard          |     | Ben Lane / Sean Vendy       | Non disputé   |
| MX         | Mathias Christiansen / Amalie Magelund |     | Marcus Ellis / Lauren Smith | Non disputé   |

| 17 février | Allemagne                         | 1-3 | France                            | Score                |
| ---------- | --------------------------------- | --- | --------------------------------- | -------------------- |
| SD         | Yvonne Li                         | 0-1 | Qi Xuefei                         | 16-21 / 21-8 / 11-21 |
| SH         | Fabian Roth                       | 0-1 | Toma Junior Popov                 | 12-21 /13-21         |
| DD         | Linda Efler / Isabel Lohau        | 1-0 | Margot Lambert / Anne Tran        | 21-17 / 21-10        |
| DH         | Marvin Seidel / Jan Colin Völker  | 0-1 | Christo Popov / Toma Junior Popov | 21-23 / 15-21        |
| MX         | Jones Ralfy Jansen / Isabel Lohau |     | Thom Gicquel / Delphine Delrue    | Non disputé          |

### Finale
| 18 février | Danemark                               | 3-2 | France                           | Score                 |
| ---------- | -------------------------------------- | --- | -------------------------------- | --------------------- |
| MX         | Mathias Christiansen / Amalie Magelund | 0-1 | Thom Gicquel / Delphine Delrue   | 17-21 / 22-24         |
| SH         | Viktor Axelsen                         | 1-0 | Christo Popov                    | 15-21 / 22-20 / 21-14 |
| SD         | Line Christophersen                    | 1-0 | Qi Xuefei                        | 21-12 / 21-11         |
| DH         | Kim Astrup / Frederik Søgaard          | 0-1 | Thom Gicquel / Toma Junior Popov | 19-21 /19-21          |
| DD         | Maiken Fruergaard / Sara Thygesen      | 1-0 | Delphine Delrue / Margot Lambert | 17-21 / 21-15 / 21-14 |